# Seyran
Seyran Ismayilkhanov (geboren am 22. Mai 1980 in Baku) ist ein aserbaidschanischer Singer-Songwriter, der seit 2005 in Köln lebt.

## Karriere
Seyran wuchs in Baku/Aserbaidschan auf. Er lernte zunächst klassisches Klavierspiel und Violine. Später studierte er Gesang an der Gnesin-Musikakademie in Moskau.
Seine erste russische Single Uletau war 2002 ein Hit. Obwohl er inzwischen in Deutschland lebte, wurde er 2008 Gewinner des Special Price beim russischen 5 STARS Song Contest. In Köln gründete er mit dem Pianisten Norman Erik Kunz die Ethno-Jazz-Pop-Gruppe Different Joy. 2010 erschien seine erste in Deutschland produzierte Single Waiting for your call in 14 verschiedenen Versionen. Im gleichen Jahr erschien auch sein zweiter Hit, Wild Kisses. Dieses Lied wurde auf der Kompilation Oriental Garden in 24 Ländern veröffentlicht. Im Februar 2011 gewann er das Golden Melody Song Festival in Zypern mit dem Song Kanatsiz Melekler (Engel ohne Flügel). Der Erfolg führte dazu, dass Seyran nach Istanbul eingeladen wurde, um dort sein erstes Album Kanatsiz Melekler zu produzieren. Es enthält 13 selbst komponierte Songs in türkischer Sprache.
Im Jahr 2012 erreichte er den 2. Platz beim Balkan Eurovision Song Contest/Sunchane Skala mit dem Lied Let the sunshine. Im gleichen Jahr schrieb er für die  tadschikische Sängerin Tahmina Niazova den Nummer-1-Hit My heart makes BOOM BOOM BOOM und spielte auch im Video zu dem Song mit.
2015 produzierte Seyran sein erstes deutschsprachiges Album Nur die Liebe zählt mit 14 Pop-Songs. Texte und Musik wurden vom Künstler selbst geschrieben, die Lieder handeln vorwiegend von der Liebe und der Sehnsucht nach ihr. Im gleichen Jahr gründet er gemeinsam mit einer Freundin das Unternehmen „suite music Entertainment und Musikproduktion“ mit dem Label „suite music“.
2018 besann sich Seyran auf seine kaukasischen Wurzeln und begeisterte im März das Kölner Publikum mit seinem Konzert Spirit of Caucasus.
Es folgte 2019 die Produktion der gleichnamigen CD, deren Release am 14. Februar 2020 erfolgte.
Im September 2019 erfolgte die Teilnahme bei „The Voice of Germany“. Nach dem großen Erfolg bei den „blind auditions“ entschied er sich für Sido als Coach, schied in der Runde der „battles“ jedoch aus.
Im Jahr 2020 begann er mit der Produktion einer englischsprachigen EP, aus der bereits die Titel „My name is loneliness“ und „You never know“ ausgekoppelt wurden.
Im Dezember 2020 war er beim 38. Deutschen Rock- und Pop Preis erfolgreich. Mit „My name is loneliness“ gewann er die Kategorie „Bester Popsänger“, erreichte Platz 2 in der Kategorie „Bester Solosänger Eigenkomposition“ und Platz 3 in der Kategorie „Bestes Musikvideo“.
Am 20. Dezember 2020 trat er beim Türkvizyon Song Contest mit dem Titel Odun für Deutschland an und belegte Platz 6 von insgesamt 26 Teilnehmerländern. Der Wettbewerb fand coronabedingt nur online statt.
2022 wurde die englischsprachige EP mit dem Titel „SEYRAN 2022“ veröffentlicht. Parallel arbeitete Seyran an einem zweiten türkischsprachigen Album; „SANA“ (Release am 20. Juli 2022) ist eine Hommage und ein Dankeschön an seine Mutter Esmiralda, die ihn bereits bei „The Voice of Germany“ während seiner Zugabe am Klavier begleitete.
2022 startet zusätzlich das Projekt „Ethnomystic“, mit diesem Album und der gleichnamigen Show präsentiert Seyran gemeinsam mit der E-Violinistin Anna Gold Ethno-Weltmusik in verschiedenen Sprachen.

## Stil
Seyrans Stil kann man nicht nur als „Ethno-Pop“ bezeichnen. Er singt in sechs Sprachen – Aserbaidschanisch, Russisch, Englisch, Türkisch, Deutsch, Italienisch – und spielt Flöte, Violine und Cello. Dadurch ist sein Musikstil sehr vielseitig, seine Songs bereichert er gern mit orientalischen oder kaukasischen Einflüssen. Auch klassische Elemente finden Einzug in seine Produktionen.

## Diskografie

### Alben
- 2012: Kanatsiz Melekler (türkisch)
- 2016: Nur die Liebe zählt (deutsch)
- 2020: Spirit of Caucasus (aserbaidschanisch)
- 2022: SEYRAN 2022 (englisch)
- 2022: SANA (türkisch)
- 2023: Ethnomystic (Weltmusik in 7 Sprachen)
- 2024: Body – Mind – Soul (Klavieralbum)

### Singles
- 2002: Uletau
- 2010: Waiting for Your Call
- 2011: Wild Kisses (Oriental Garden Vol. 9)
- 2015: Keine Angst (Bewerbung im Schweizer Vorentscheid zum ESC 2016)
- 2015: In der Heiligen Nacht
- 2016: Schutzengel
- 2016: Cok uzak zamanlarda
- 2019: Sari gelin
- 2019: Gözelim sensen
- 2020: Moonligt (Лунный свет)
- 2020: My Name is Loneliness
- 2020: Dezember
- 2021: You Never Know
- 2021: Yar Yar
- 2022: Missing you

## Erfolge und Auszeichnungen
- 2008: Gewinner des Special Price beim russischen 5 STARS Song Contest
- 2011: 5. Platz beim Vorentscheid des Eurovision Song Contest in Baku
- 2011: 1. Platz beim Golden Melody Song Festival in Zypern
- 2012: Publikumspreis bei Ohridski Trubaduri beim Ohrid Fest in Mazedonien
- 2012: 2. Platz beim Balkan Eurovision Song Contest/Sunchane Skala
- 2016: 5. Platz in der Kategorie Schlager beim Radio Song Contest 2016, Deutschland
- 2017: Gewinner beim „Deutschmusik Song Contest 2017“, Deutschland
- 2019: Teilnehmer bei den Vorrundenausscheidungen „Voice of Germany“
- 2020: 1. Preis beim 38. Deutschen Rock- und Pop Preis in der Kategorie Bester Popsänger
- 2020: 2. Preis beim 38. Deutschen Rock- und Pop Preis in der Kategorie Bester Solosänger Eigenkomposition
- 2020: 3. Preis beim 38. Deutschen Rock- und Pop Preis in der Kategorie Bestes Musikvideo
- 2020: 6. Platz beim Türkvizyon Song Contest